# 根上農業協同組合
根上農業協同組合（ねあがりのうぎょうきょうどうくみあい）は、石川県能美市に本所を置く農業協同組合である。

## 沿革
- 1972年（昭和47年）4月1日 - 設立。